# Ceraphron sulcatus
Ceraphron sulcatus is een vliesvleugelig insect uit de familie van de Ceraphronidae. De wetenschappelijke naam van de soort is voor het eerst geldig gepubliceerd in 1807 door Jurine.